# Atalanta Bergamasca Calcio 1963-1964
Questa pagina raccoglie i dati riguardanti l'Atalanta Bergamasca Calcio nelle competizioni ufficiali della stagione 1963-1964.

## Stagione
Il 25 aprile 1964, dopo un ventennio trascorso nella società orobica, morì il presidente Daniele Turani: la squadra nerazzurra terminò il campionato in ottava posizione, come l'anno precedente. In Coppa Italia è entrata in gioco ai Quarti ma è stata subito estromessa dalla Roma (1-0), che poi vincerà il trofeo.
Grazie al trionfo nell'ultima edizione della Coppa Italia, l'Atalanta esordì in Europa giocando la Coppa delle Coppe UEFA ma uscì subito per mano dello Sporting Lisboa. La vittoria nell'incontro di andata per 2-0 fu vanificata dal 3-1 subìto al ritorno: l'Atalanta giocò quasi tutta la partita in dieci uomini, per l'infortunio del portiere Pizzaballa nei minuti iniziali (non essendo previste le sostituzioni, fu Calvanese ad infilarsi i guanti). La gara di spareggio fu vinta ancora dai lusitani, con lo stesso risultato.

## Organigramma societario
Area direttiva
- Presidente: Daniele Turani

Area tecnica
- Allenatore: Carlo Alberto Quario
dal 3/2/1964 Carlo Ceresoli

## Rosa
| N. |                      | Ruolo | Calciatore            |
| -- | -------------------- | ----- | --------------------- |
|    | Italia (bandiera)    | P     | Zaccaria Cometti      |
|    | Italia (bandiera)    | P     | Pier Luigi Pizzaballa |
|    | Italia (bandiera)    | D     | Piero Gardoni         |
|    | Italia (bandiera)    | D     | Franco Nodari         |
|    | Italia (bandiera)    | D     | Alfredo Pesenti       |
|    | Italia (bandiera)    | D     | Battista Rota         |
|    | Italia (bandiera)    | C     | Vittorio Carioli      |
|    | Italia (bandiera)    | C     | Umberto Colombo       |
|    | Danimarca (bandiera) | C     | Flemming Nielsen      |

| N. |                      | Ruolo | Calciatore          |
| -- | -------------------- | ----- | ------------------- |
|    | Italia (bandiera)    | C     | Luigi Milan         |
|    | Italia (bandiera)    | C     | Giorgio Veneri      |
|    | Argentina (bandiera) | A     | Salvador Calvanese  |
|    | Danimarca (bandiera) | A     | Kurt Christensen    |
|    | Italia (bandiera)    | A     | Angelo Domenghini   |
|    | Italia (bandiera)    | A     | Luciano Magistrelli |
|    | Italia (bandiera)    | A     | Mario Mereghetti    |
|    | Italia (bandiera)    | A     | Enrico Nova         |

## Risultati

### Serie A

#### Girone di andata
| Arbitro: | Varazzani (Parma) |

|                                     |           |  |
| Domenghini 12’, 62’ Magistrelli 17’ | Marcatori |  |

| Arbitro: | Sebastio (Taranto) |

|                                            |           |  |
| Hamrin 34’ Lojacono 48’, 62’ Seminario 56’ | Marcatori |  |

| Arbitro: | Cirone (Palermo) |

|                     |           |  |
| Bulgarelli 31’, 68’ | Marcatori |  |

| Arbitro: | Gambarotta (Genova) |

|                |           |  |
| Domenghini 24’ | Marcatori |  |

| Arbitro: | Genel (Trieste) |

|                                        |           |  |
| Calvanese 19’ Milan 36’ Domenghini 89’ | Marcatori |  |

| Arbitro: | Ferrari (Milano) |

|                    |           |                       |
| Mazzero 58’ (rig.) | Marcatori | 90’ (rig.) Domenghini |

| Arbitro: | Marchese (Napoli) |

|                                        |           |  |
| Calvanese 25’ Domenghini 39’ Milan 88’ | Marcatori |  |

| Arbitro: | Angelini (Firenze) |

|                              |           |  |
| Vastola 40’, 85’ Vinicio 53’ | Marcatori |  |

| Bergamo 3 novembre 1963 9ª giornata | Atalanta          | 0 – 0 | SPAL | Stadio Mario Brumana\| Arbitro: \| Angonese (Mestre) \| |
| Arbitro:                            | Angonese (Mestre) |       |      |                                                         |

| Genova 17 novembre 1963 10ª giornata | Genoa           | 0 – 0 | Atalanta | Stadio Luigi Ferraris\| Arbitro: \| Rigato (Mestre) \| |
| Arbitro:                             | Rigato (Mestre) |       |          |                                                        |

| Arbitro: | Di Tonno (Lecce) |

|                 |           |             |
| Magistrelli 34’ | Marcatori | 27’ Tinazzi |

| Arbitro: | Jonni (Macerata) |

|                       |           |  |
| Fortunato 2’ Mora 76’ | Marcatori |  |

| Arbitro: | De Robbio (Torre Annunziata) |

|               |           |  |
| Calvanese 57’ | Marcatori |  |

| Arbitro: | Monti (Ancona) |

|  |           |           |
|  | Marcatori | 24’ Milan |

| Bergamo 29 dicembre 1963 15ª giornata | Atalanta         | 0 – 0 | Sampdoria | Stadio Mario Brumana\| Arbitro: \| Politano (Cuneo) \| |
| Arbitro:                              | Politano (Cuneo) |       |           |                                                        |

| Arbitro: | Roversi (Bologna) |

|                               |           |  |
| Hitchens 44’, 88’ Ferrini 82’ | Marcatori |  |

| Arbitro: | Francescon (Padova) |

|          |           |                          |
| Nova 15’ | Marcatori | 61’, 63’ Milani 84’ Jair |

#### Girone di ritorno
| Catania 26 gennaio 1964 18ª giornata | Catania      | 0 – 0 | Atalanta | Stadio Cibali\| Arbitro: \| Adami (Roma) \| |
| Arbitro:                             | Adami (Roma) |       |          |                                             |

| Arbitro: | Monti (Ancona) |

|                |           |                                                        |
| Domenghini 88’ | Marcatori | 10’, 17’, 25’, 66’, 75’ Hamrin 50’ Pirovano 78’ Petris |

| Arbitro: | D'Agostini (Roma) |

|                 |           |           |
| Magistrelli 36’ | Marcatori | 28’ Fogli |

| Arbitro: | Varazzani (Parma) |

|               |           |            |
| Malatrasi 35’ | Marcatori | 2’ Nielsen |

| Arbitro: | De Robbio (Torre Annunziata) |

|            |           |            |
| Canuti 77’ | Marcatori | 1’ Nielsen |

| Bergamo 1º marzo 1964 23ª giornata | Atalanta          | 0 – 0 | Mantova | Stadio Mario Brumana\| Arbitro: \| Grignani (Milano) \| |
| Arbitro:                           | Grignani (Milano) |       |         |                                                         |

| Torino 8 marzo 1964 24ª giornata | Juventus         | 0 – 0 | Atalanta | Stadio Comunale\| Arbitro: \| Sbardella (Roma) \| |
| Arbitro:                         | Sbardella (Roma) |       |          |                                                   |

| Arbitro: | Lo Bello (Siracusa) |

|                          |           |               |
| Gardoni 3’ Calvanese 71’ | Marcatori | 39’ De Marchi |

| Ferrara 22 marzo 1964 26ª giornata | SPAL            | 0 – 0 | Atalanta | Stadio Comunale\| Arbitro: \| Genel (Trieste) \| |
| Arbitro:                           | Genel (Trieste) |       |          |                                                  |

| Arbitro: | Angonese (Mestre) |

|                 |           |                         |
| Magistrelli 76’ | Marcatori | 1’, 88’ Baveni 53’ Bean |

| Arbitro: | Politano (Cuneo) |

|               |           |  |
| Brighenti 45’ | Marcatori |  |

| Bergamo 19 aprile 1964 29ª giornata | Atalanta              | 0 – 0 | Milan | Stadio Mario Brumana\| Arbitro: \| De Marchi (Pordenone) \| |
| Arbitro:                            | De Marchi (Pordenone) |       |       |                                                             |

| Arbitro: | D'Agostini (Roma) |

|                                            |           |  |
| Catalano 27’ Galletti 79’ Cicogna 87’, 89’ | Marcatori |  |

| Arbitro: | Di Tonno (Lecce) |

|               |           |                    |
| Domenghini 7’ | Marcatori | 32’ (aut.) Gardoni |

| Arbitro: | Angonese (Mestre) |

|             |           |               |
| Barison 32’ | Marcatori | 7’ Domenghini |

| Arbitro: | Rancher (Roma) |

|                 |           |            |
| Magistrelli 84’ | Marcatori | 9’ Albrigi |

| Arbitro: | Gambarotta (Genova) |

|                   |           |          |
| Corso 1’ Jair 68’ | Marcatori | 71’ Nova |

### Coppa Italia
| Arbitro: | Righetti (Torino) |

|              |           |  |
| Leonardi 44’ | Marcatori |  |

### Coppa delle Coppe
| Arbitro: | Stoll |

|                              |           |  |
| Calvanese 74’ Domenghini 86’ | Marcatori |  |

| Arbitro: | Huber Othmar |

|                                      |           |                 |
| Figueiredo 5’ Mascarenhas 63’ Bè 76’ | Marcatori | 17’ Christensen |

| Arbitro: | Gomez Arribas |

|                                 |           |          |
| Mascarenhas 24’, 115’ Lucio 98’ | Marcatori | 21’ Nova |

### Coppa delle Alpi
| Arbitro: | Dienst |

|                         |           |                 |
| Ruefli 35’ Stuermer 37’ | Marcatori | 51’ Christensen |

| Zurigo 24 giugno 1964 Gruppo 1 - 2ª giornata | Genoa     | 1 – 0 | Atalanta |  |
| \| \| \| \| \| Rivara 55’ \| Marcatori \| \| |           |       |          |  |
|                                              |           |       |          |  |
| Rivara 55’                                   | Marcatori |       |          |  |

| Basilea 28 giugno 1964 Gruppo 1 - 3ª giornata                                    | Basilea   | 0 – 3                                          | Atalanta |  |
| \| \| \| \| \| \| Marcatori \| 51’ Christensen 61’ Magistrelli 74’ Mereghetti \| |           |                                                |          |  |
|                                                                                  |           |                                                |          |  |
|                                                                                  | Marcatori | 51’ Christensen 61’ Magistrelli 74’ Mereghetti |          |  |

## Statistiche

### Statistiche dei giocatori
| Giocatore      | Serie A  | Serie A | Coppa Italia | Coppa Italia | Coppa delle Coppe | Coppa delle Coppe | Totale   | Totale |
| Giocatore      | Presenze | Reti    | Presenze     | Reti         | Presenze          | Reti              | Presenze | Reti   |
| -------------- | -------- | ------- | ------------ | ------------ | ----------------- | ----------------- | -------- | ------ |
| Z. Cometti     | 21       | -24     | 0            | 0            | 1                 | ¬3                | 22       | -24    |
| P. Pizzaballa  | 13       | -19     | 1            | -1           | 2                 | -1                | 16       | -21    |
| P. Gardoni     | 32       | 1       | 1            | 0            | 3                 | 0                 | 36       | 1      |
| F. Nodari      | 34       | 0       | 1            | 0            | 3                 | 0                 | 38       | 0      |
| A. Pesenti     | 34       | 0       | 1            | 0            | 3                 | 0                 | 38       | 0      |
| B. Rota        | 2        | 0       | 0            | 0            | 0                 | 0                 | 2        | 0      |
| V. Carioli     | 1        | 0       | 0            | 0            | 0                 | 0                 | 1        | 0      |
| U. Colombo     | 34       | 0       | 1            | 0            | 3                 | 0                 | 38       | 0      |
| F. Nielsen     | 30       | 1       | 1            | 0            | 3                 | 0                 | 34       | 1      |
| L. Milan       | 23       | 3       | 1            | 0            | 3                 | 0                 | 27       | 3      |
| G. Veneri      | 6        | 0       | 0            | 0            | 0                 | 0                 | 6        | 0      |
| S. Calvanese   | 24       | 4       | 0            | 0            | 3                 | 1                 | 27       | 5      |
| K. Christensen | 7        | 0       | 1            | 0            | 2                 | 1                 | 10       | 1      |
| A. Domenghini  | 32       | 9       | 0            | 0            | 3                 | 1                 | 35       | 10     |
| L. Magistrelli | 19       | 5       | 1            | 0            | 0                 | 0                 | 20       | 5      |
| M. Mereghetti  | 33       | 0       | 1            | 0            | 3                 | 0                 | 37       | 0      |
| E. Nova        | 29       | 2       | 1            | 0            | 1                 | 1                 | 31       | 3      |